# King George V Dock

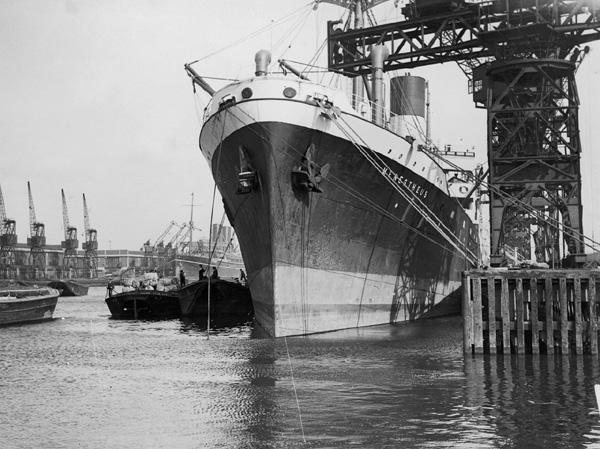
King George V Dock

King George V Dock var en del av Royal Docks i östra London och är idag en del av Docklands. Det var den sista utbyggnaden av hamnen i centrala London och stod klar 1921. Port of London Authority började bygga dockan 1912 men projektet försenades av första världskriget. Den fick sitt namn efter Storbritanniens dåvarande kung Georg V av Storbritannien. Verksamheten upphörde på 1980-talet. Idag återfinns London City Airport i området. 